# 스노우체인 일체형 타이어
휠과 타이어 내부에 스노우체인이 장착되어 있는 기술이다.

## 상세
형상기억합금으로 이루어진 모듈이 타이어 내부에 있다가 전기적 신호(스노우 체인 모드 버튼)를 받으면 타이어 외부로 돌출되며 겨울철 스노우 체인 역할을 한다. 2023년 12월 11일, 현대자동차와 기아가 공개한 기술이다.
휠과 타이어에 피자를 조각 낸 모양처럼 일정한 간격으로 홈을 만들어, 홈 내부에 형상기억합금으로 제작된 모듈을 하나씩 넣은 구조다. 일반 주행 시에는 용수철의 힘에 눌려 알파벳 'L' 모양을 유지한다. 이후 눈길에서 운전자가 기능을 활성화하면 전류가 가해지며 형상기억합금이 원래의 모양 'J' 모양으로 변하며 타이어 밖으로 모듈을 밀어낸다.
타이어의 표면이 일반 주행 모드의 모듈 높이까지 낮아진 정도로 마모된 경우, 운전자는 타이어 마모를 쉽게 인지하고 타이어 교체 주기를 알 수 있는 효과도 있다.

## 같이 보기
형상기억합금
현대자동차
기아
현대자동차그룹
눈 올 때 버튼 하나만 누르면 자동 스노우 타이어 변신! | 스노우 체인 일체형 타이어 기술